# Kepler-411c
Kepler-411c es un planeta extrasolar que forma parte de un sistema planetario formado por al menos un planeta. Orbita la estrella denominada KOI-1781. Fue descubierto en el año 2016 por la sonda Kepler por medio de tránsito astronómico.